# Mu Eridani
Mu Eridani (μ Eridani, μ Eri) è una stella binaria a eclisse, appartenente in particolare alla classe delle variabili Algol, situata nella costellazione dell'Eridano. Situata a circa 520 anni luce dal sistema solare, la sua magnitudine apparente pari a +4,00 fa sì che questa stella binaria sia visibile a occhio nudo.

## Caratteristiche fisiche
Nel 1910, è stato determinato che questo sistema binario è in particolare una stella binaria spettroscopica a singola linea, vale a dire un sistema che non può essere risolto come binaria visuale e in cui è possibile osservare lo spettro di una sola delle due stelle.
Successive osservazioni hanno mostrato che le due stelle orbitano l'una attorno all'altra con un periodo di 7,38 giorni su un'orbita con un'eccentricità pari a 0,344, portando a delle eclissi di tipo Algon; è stato inoltre determinato che la stella primaria, denominata μ Eri A, è una stella B lentamente pulsante, classificata come subgigante blu di tipo spettrale B5 IV, avente una massa e un raggio pari a circa 6 volte quelli del Sole e una luminosità circa 1 905 volte più grande di quella della nostra stella, con una temperatura efficace superiore ai 15500 K.
La stella primaria ha anche una velocità di rotazione di circa 130 km/s, pari a circa il 30% della sua velocità di rotazione critica, ossia la velocità oltre la quale una stella con queste caratteristiche inizierebbe a eiettare materiale dalla sua superficie nello spazio circostante.